# Носиљка
Носиљка је путничко превозно средство без точкова покретано искључиво људском снагом. Најједноставније носиљке се састоје од седишта (столице) или лежаљке на којој је путник и коју носе два или више носача. Носила су најједноставнији топ носиљке, а  користе се за превоз рањеника и болесника у ванредним ситуацијама.
Неке носиљке могу бити затворене и покривене, у облику кабине, што подсећа на кочију. Такве су носиљке обично користили великодостојници и припадници више класе као знак свог друштвеног положаја. Развој модерних превозних средстава је коришћење носиљки данас углавном ограничио на церемонијалне сврхе или туристичке атракције. У Азији се од тамошњих носиљки развила рикша.